# Beira (stacja kolejowa)
Beira – stacja kolejowa w Beira, w prowincji Sofala, w Mozambiku. Stacja posiada 3 perony.